# Neotoma floridana
Espèce
Statut de conservation UICN

 LC  : Préoccupation mineure
Neotoma floridana est une espèce de mammifères rongeurs de la famille des Cricétidés.

## Répartition et habitat
Il vit dans le sud des États-Unis et le nord du Mexique. On le trouve dans les zones boisés, les ravins, les forêts de plaines inondables et les marécages.

## Liste des sous-espèces
Selon NCBI (8 avr. 2012) :
- sous-espèce Neotoma floridana attwateri
- sous-espèce Neotoma floridana floridana
- sous-espèce Neotoma floridana osagensis

Selon Catalogue of Life (8 avr. 2012) :
- sous-espèce Neotoma floridana floridana (Ord, 1818)
- sous-espèce Neotoma floridana smalli Sherman, 1955